# ダメ恋診療所
『ダメ恋診療所』は2019年10月5日からKBCラジオ(九州朝日放送)で放送されている恋愛トークバラエティ番組である。

## 概要
大人女子リスナーとともに恋に関する悩みや女子力アップ法、のろけ話などを語っていく恋愛トークバラエティ

## 出演者

### パーソナリティ
- いわぶ見梨[1]
- 中島綾菜

### 恋愛ドクター
- 神崎メリ
- モテ髪師大悟
- 荒木直美
- 光ママ
- 伝ペー
- イヴルルド遙華
- ブルボンヌ

## 放送時間
- 毎週土曜日 21:00 - 21:30(2019年10月5日 - 2020年3月28日)
- 毎週月曜日 24:35 - 25:00(2020年3月30日 - 2021年3月22日)
- 毎週月曜日 24:30 - 25:00(2021年3月29日 - 2022年3月21日)[2]
- 毎週火曜日 24:30 - 25:00(2022年3月29日 - 2023年3月28日)